# Dicentria disparilis
Dicentria disparilis är en fjärilsart som beskrevs av William Schaus 1901. Dicentria disparilis ingår i släktet Dicentria och familjen tandspinnare. Inga underarter finns listade i Catalogue of Life.